# Aulnat
Aulnat – miejscowość i gmina we Francji, w regionie Owernia-Rodan-Alpy, w departamencie Puy-de-Dôme.
Według danych na rok 1990 gminę zamieszkiwały 4944 osoby, a gęstość zaludnienia wynosiła 1174 osoby/km² (wśród 1310 gmin Owernii Aulnat plasuje się na 36. miejscu pod względem liczby ludności, natomiast pod względem powierzchni na miejscu 1006.).